# Paracytheridea clara
Paracytheridea clara is een mosselkreeftjessoort uit de familie van de Paracytherideidae. De wetenschappelijke naam van de soort is voor het eerst geldig gepubliceerd in 1937 door Coryell & Fields.